# Stürme (Film)
Stürme ist ein kurzes, deutsches Stummfilm-Melodram aus dem Jahre 1913 mit Friedrich Fehér.

## Handlung
Rudolf Boehmer hat bereits als Kind seine Eltern verloren und wuchs als Waise auf. Beim Bauern Lohnbach findet er eine neue Heimat. Neben der harten Arbeit findet der Junge auch Zeit für Kinderspiele mit den beiden Mädchen Male und Liesbeth. Die brünette Male ist die Tochter des Müllers, die blonde Liesbeth Tochter des Bauern und zugleich seine „Schwester“. Als der junge Mann sich für eine der beiden entscheiden muss, wählt er Male, was wiederum die sanfte Liesbeth zutiefst trifft. Sie verwelkt innerlich wie äußerlich.
Der erwachsene, mit Male verheiratete Rudolf arbeitet sich bald allmählich nach oben; erst wird er Geselle, schließlich sogar Meister. Als der Schwiegervater, der alte Müller, stirbt, übernimmt Rudolf die Mühle. Auf dem Höhepunkt dieses Lebensglück ziehen neue Stürme auf: diesmal in Gestalt eines jungen Müllerburschen, der bald Rudolfs Ehefrau in seinen Bann zieht. Als Rudolf meint, die beiden in flagranti erwischt zu haben und der Jungspund daraufhin das Weite sucht, wirft der Neu-Müller ihm einen Blumentopf nach, der den Fliehenden am Kopf trifft und schwer verletzt.
Daraufhin muss Rudolf nun selbst das Weite suchen und findet Unterschlupf bei gütigen und hilfsbereiten Mitmenschen. Die Jahre ziehen ins Land, und Rudolf altert wegen seines Kummers und der Gewissensbisse rasend schnell. Bald ist er zum Greis geworden, der rastlos durch die Welt und sein Leben schleicht, bis es ihn nach vielen Jahren heim zu seiner alten Mühle zieht. Seine gleichfalls gealterte Gattin Male erkennt ihn nicht, hält ihren Mann für einen Bettler und reicht diesem ein Stück Brot, das Rudolf jedoch hohnlachend zurückweist.
Da sieht sie plötzlich, wen sie vor sich hat und bittet ihn, hereinzukommen. Doch der alte Mann hat den Kontakt zu seiner Vergangenheit verloren und lehnt ab. Keines ihrer Worte kann den Rastlosen halten. Lieber zieht er wieder weiter und schafft es gerade noch bis auf die Anhöhe eines Berges. Von dort blickt er wehmütig auf seine alte Heimat, das Dorf, wo er einst glücklich gewesen war, herab und stirbt in dem Glauben, dass sich der Menschen gegen sein Schicksal nicht auflehnen kann, einsam.

## Produktionsnotizen
Stürme entstand im Sommer 1913 im Mutuskop-Atelier in Berlin-Lankwitz und passierte die Zensur im September 1913. Die Uraufführung dieses Zweiakters fand mutmaßlich noch vor Jahresende 1913 statt.
Für den Schriftsteller und späteren Drehbuchautoren Hugo Landsberger war dies mutmaßlich sein erster Kontakt zum Film und anscheinend auch seine einzige Regiearbeit. Er wählte hier das Pseudonym „Hans Land“.

## Kritik
„Das Bild hat eine starke Wirkung, weil es in anspruchsloser Sentimentalität dahinschreitet und überall Anknüpfungspunkte aufweist, an denen der Zuschauer seine eigene Erinnerung, das eigene Lebensschicksal parallel laufen sieht. Dieses Menschenleben wird aber auch ausgezeichnet gespielt und Herr Féher, der als ausgezeichneter Darsteller bekannt ist, hat in Fräulein Ridon eine gewaltige Partnerin. Durch diese stilvolle Interpretierung erlangt aber auch das Drama eine hohe Bedeutung, an der die Inszenierung einen gleich großen Anteil hat. Der Regisseur hat Bilder für den Photographen zurecht gemacht, welche in ihrer stimmungsvollen Schönheit und dramatischen Wucht, in der Einfachheit ihres Aufbaues und der glücklichen Wahl der dekorativen Natürlichkeit einen Meister der Inszenierung findet. (…) Die Kinderszenen, der Liebeslenz, der Ehebruch der Müllerin, der Totschlag nach der Entdeckung und die Rückkehr des Bettlers in die Heimat sind die Glanzpunkte des neuen Filmdramas.“